# Gajewniki-Kolonia

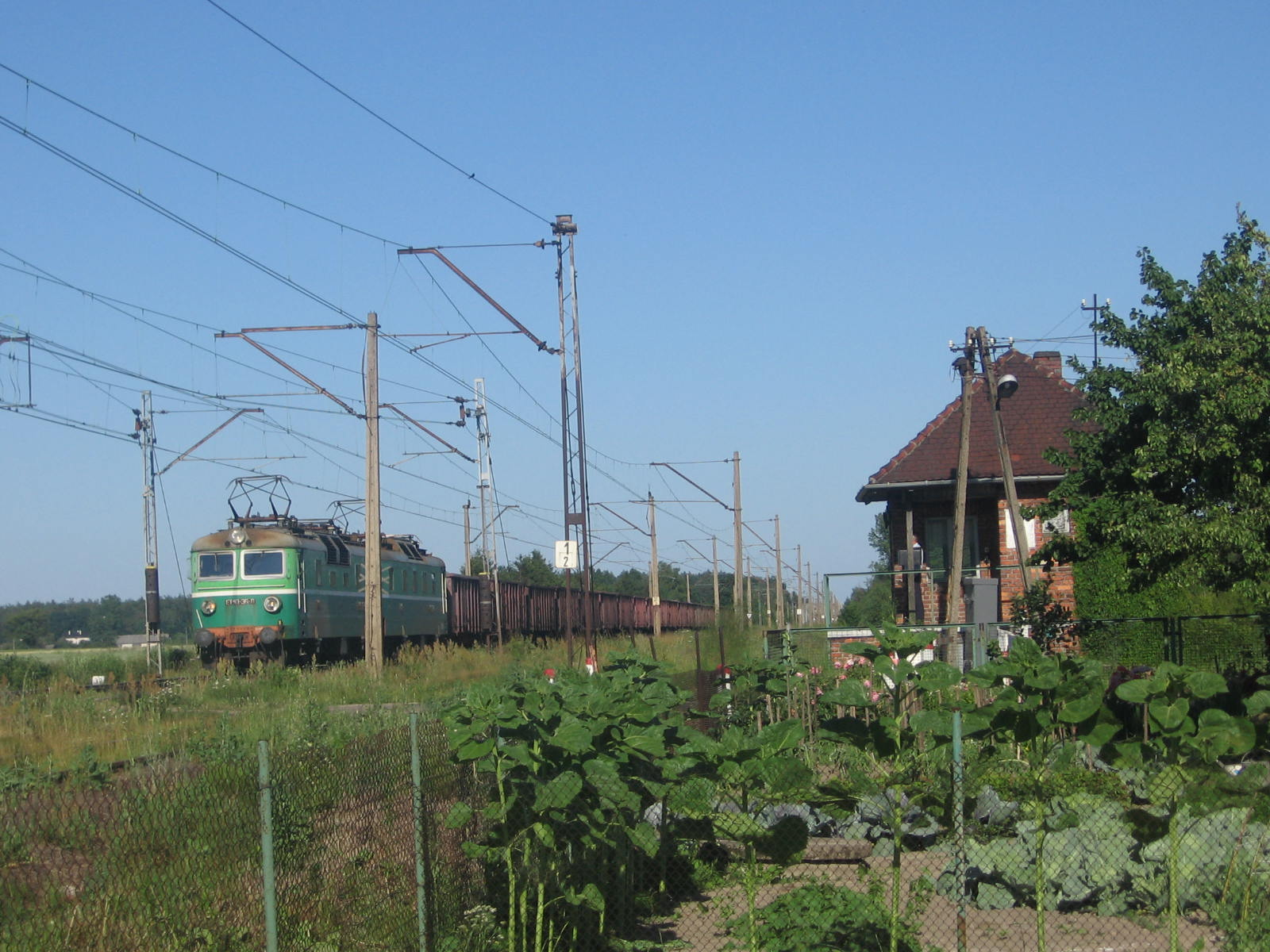
La ferrovia a Gajewniki-Kolonia

Gajewniki-Kolonia (pronuncia: [gajev'ɲikʲi kɔ'lɔɲʲa]) è una frazione della Polonia, del distretto di Zduńska Wola, nel voivodato di Łódź, frazione del comune di Zduńska Wola dal cui centro dista circa 4 km ad est. La distanza tra la capitale del voivodato (Łódź) e Gajewniki-Kolonia si trova a 38 km (nel sud-est). È vicino alla frazione di Gajewniki. Gajewniki-Kolonia ha una popolazione di circa 160 abitanti. Dal 1975 al 1998 Gajewniki-Kolonia era una parte del voivodato di Sieradz.